# チベット (1912年-1950年)

チベット
བོད་

国歌: བོད་རྒྱལ་ཁབ་ཆེན་པོའི་རྒྱལ་གླུ（チベット語）
偉大なるチベット国の国歌

1912年から1951年までのチベットは、中央チベットに排他的実効支配を確立しチベット全土の統合と独立国家としての国際的承認の獲得を目指すチベットの政府「ガンデンポタン」と、清朝からアムド地方およびカム地方東部のチベット人諸侯の支配権を受け継ぎ、さらに中央チベットを自国の一部たる「西蔵地方」として支配権を得ることを目指す中華民国および中華人民共和国とがせめぎあう舞台となった。

## 独立宣言とシムラ会議

### 独立宣言
辛亥革命と清朝崩壊に続いて、チベット軍は奇襲によってチベットに駐屯していた清国軍守備隊をチベット内から追い払った。続いてラサに駐在していた清の役人はチベット中心部での清軍の降伏と撤退が盛り込まれた「三点合意」にサインを強いられた。ダライラマ13世は1910年に清軍の進攻があって以来インドに逃れていたが、1913年早くにラサに戻った。そして「聖職者をパトロンとした中国人のチベット植民地化の意図」を非難し、「我々は小さい、宗教的な、独立国家である」と述べた、宣言を発布しチベット中に広めた。
中国の臨時大総統となった袁世凱はダライラマに彼の宣言を取り下げるようにと電報を送った。ダライラマはこの書面を突っぱね、「チベットにおいて世俗と聖職の両面での統治の行使を目指している」と返答した。1913年、ダライラマは中国皇帝とチベットの関係は「後援者と聖職者の関係であってどちらかからどちらかへの従属に基づいたものではなかった」と明言された声明を発し「われわれは小さい、宗教的、独立国家である」との宣言を発した。

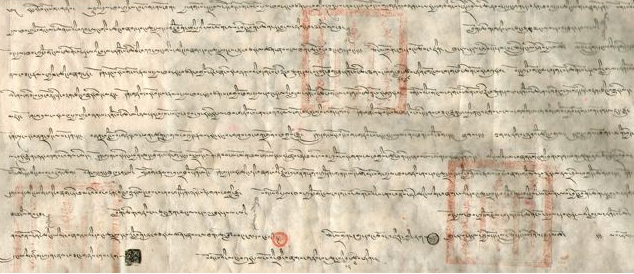
蒙蔵条約の書類

1913年早期、アグワン・ドルジェフと二人のチベット人代表はウルガで両国の中国からの独立の宣言を互いに承認したモンゴル-チベット間の条約に署名した。(蒙蔵条約)後にダライラマ13世はイギリスの外交官に、アグワン・ドルジェフはチベットのためのいかなる条約も締結する権威立てをしていなかったと語っている。この条約文は公表されていなかったため、最初はこの条約の存在が疑われていた。しかし、1982年にモンゴル語の書面がモンゴル科学大学で公表された
。

### シムラ会議
1913年から14年にかけてシムラにおいて英国、チベット（ガンデンポタン）、中華民国の三者の間で会議が開かれた。英国はロシアと中国がモンゴルに対して初期に行った合意のようにチベット人居住区を内チベットと外チベットに分割する提案した。外チベットはほぼ現在のチベット自治区と同じ地域であり、中国の総主権の下に自治し、この地域では中国は「行政への干渉」を控える。一方、東カム、アムド、ラサからなる内チベットでは宗教上での問題の支配のみが保たれるとした。1908年から1918年、中国の守備隊はカムにおり、地元の王子はその司令官に従属していた。
当時イギリスは中国のチベットを覆う宗主権を認識しており、チベットを中国の県に変えないという中国政府との合意とともに、中国領土の一部と同等にチベットの状態が断言されていた。 しかし、内チベットと外チベットの明白な境界線に関した点で交渉が決裂すると、英国の交渉長官であったヘンリー・マクマホンはチベット-インド国境にマクマホンラインとして知られる線を引いた。この線によって英国はおおよそ9000平方キロメートルものチベットの歴史的領域、タワン県を併合した。これは現在のインド北東端、アルナーチャル・プラデーシュ州に一致する。のちに中国政府はこのマクマホンラインが不法に多くの土地をインド側へ変えたと主張した。この地域はインドではアルナーチャル・プラデーシュ州と呼ばれ、中国では南チベットと呼ばれている。英国はすでに地元の族長たちと合意を締結して、1912年には運営のために北西辺境地域を立ち上げた。
シムラ条約は3者の代表団によって締結されたが、北京政府は外チベットと内チベットの間の国境を書くことに対する不満からすぐに合意を撤回した。このため、マクマホンとチベット人代表はこの合意に示された全ての事柄において中国のいかなる主張も拒絶する通牒の付託されたこの条約を、英蔵相互条約としてサインを行った。
英国の運営していたインド政府は最初は1907年に結ばれた英露協商に矛盾するとしてマクマホンの相互条約を拒絶した。しかし、マクマホンラインはその後も英国政府、ならびに独立後のインド政府にとって国境と捉えられた。一方、中国の視線に立てばこの土地は以前から中国領であり、中国はチベット全域に主権を主張しているうえ、この条約にサインを行っていないためにこの条約は無効であり、インドによるこの地域の併合と運営は違法であった。この双方の認識の違いは1962年の中印紛争へと結びつき、国境問題は現在も続いている。
1938年、英国は最終的に二国間協定としてシムラ条約を発効し、マクマホンライン以南のタワンの僧院にラサへ税を収めることを終えるように求めた。歴史を改訂する試みの中、C.U.アッチソンの「条約の収集」のなかの関連ある巻に、図書を見る限り元々シムラでは拘束力のある合意には達することが無かったとの注釈の付けられたものが発表されている。これは1929年の偽の発効日を持つ新しい巻に取り替えられ、それを中国ではなく、チベットとイギリスが協定は拘束力があると受け入れたと述べた編集者の解説が付いたものが発表された。
当初、英国政府にシムラ協定の正当性に疑問を持たせた1907年の英露協商は、ロシア側から1917年に破棄され、1921年には英露双方に破棄された。しかしながらチベットは1940年ごろマクマホンラインの位置を変えた。1947年遅くにはチベット政府は新しい独立インドの外務省に、マクマホンライン以南のチベット人地区に対する主張が述べられた書簡を書いた。中国政府はシムラ書簡にサインを拒んでいたことから、認識の一致として、マクマホンラインの正当性に逃げた。

## ダライラマ13世期

### 軍閥時代の蔵中関係

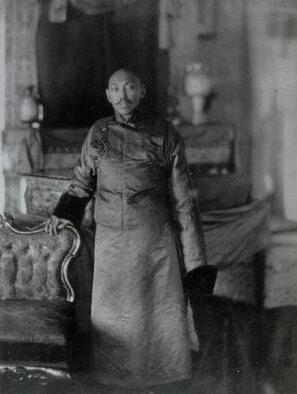
ダライラマ13世トゥプテン・ギャツォ

軍閥時代の間、中国はチベットに干渉する力を持つことができなかった。1918年、ラサはチャムドと西カムの統治を取り戻した。揚子江に沿って休戦が行われ、このときチベット政府は衛蔵のほとんどと西カムを支配しており、大体現在のチベット自治区の境界と一致する。揚子江に分割されている東カムは劉文輝将軍の軍閥に占領されており、忠誠心を変えた現地のチベット人王子が統治を行った。アムド(青海)はさらに複雑であり、西寧地区は1928年から回族の将軍馬歩芳とそのムスリム一家の将軍の馬家軍に占領されており、彼らは一貫してアムドの残りへの影響力維持に努力した。青海の残りの地域は地元政府が統治していた。南カムのほかに雲南の一部には1915年から1927年にかけて雲南軍閥が伸びており、知事で将軍である竜雲は中国内戦の終わり頃、蔣介石の命令で杜聿明が彼を排除するまで雲南に居続けた。
1920年代から1930年代にかけて、中国は内戦と日中戦争で割れていたが、チベットへの主権を手放しすことはせず、時々それを断言する試みを行った。中国政府はそれを支援した。しかし、ダライラマ13世の治世、北京はその領域に代表者をおくことは無かった。

### 政治改革
ダライラマ13世は政治改革を行い通貨や切手を発行し、チベット軍の旗からチベットの旗を作った。軍の増強を行い、またチベットの伝統的な薬を守るため、メンツィーカンと呼ばれる官立の医学校を立ち上げた。しかし、彼は国連で自らの国の独立を大々的に認めさせようとはしなかった。

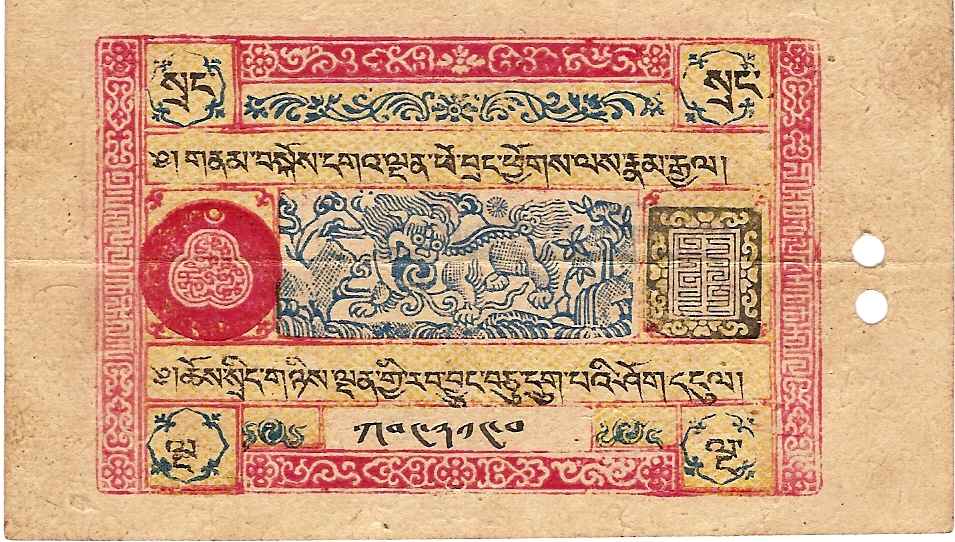
紙幣
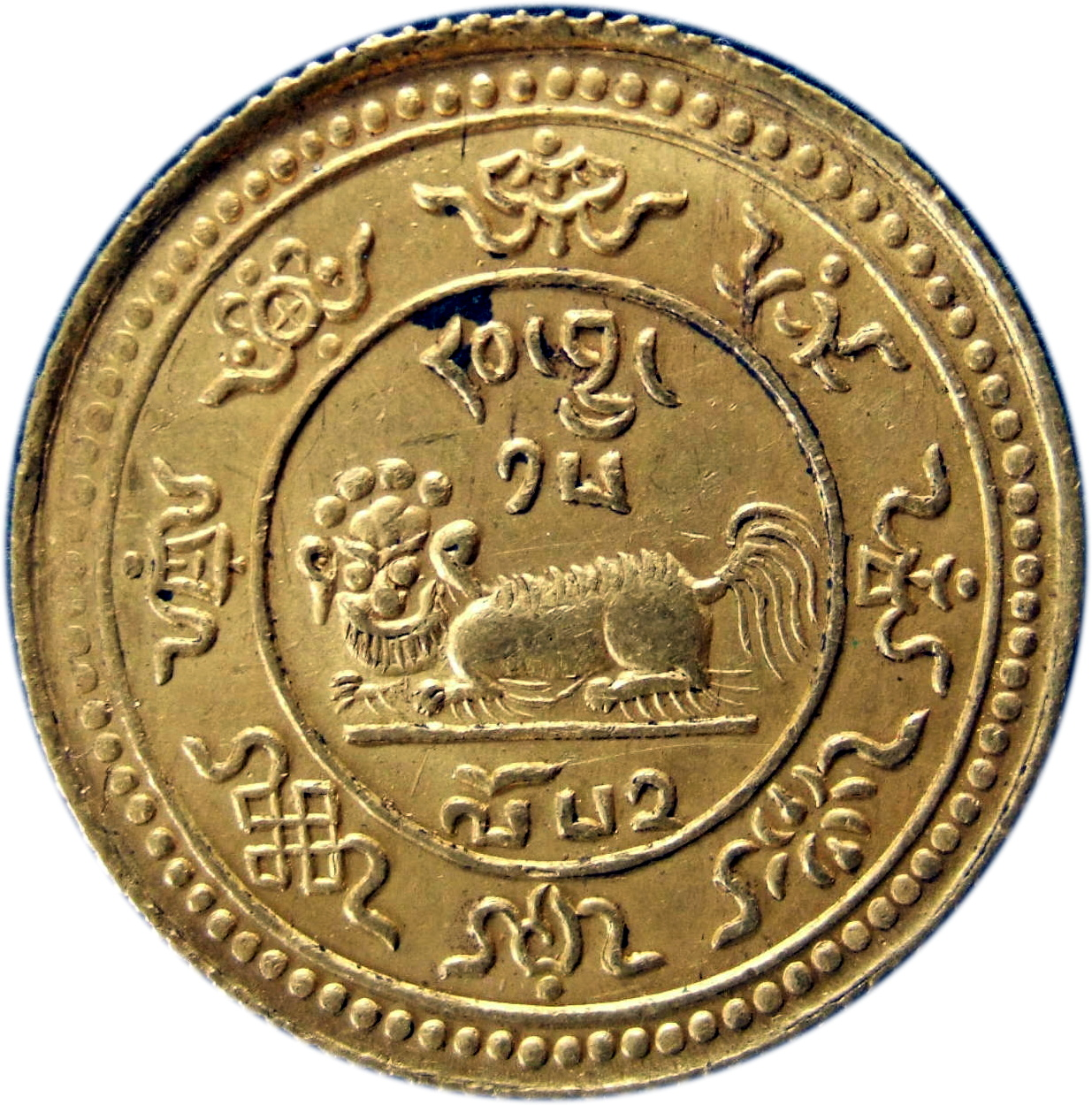
硬貨
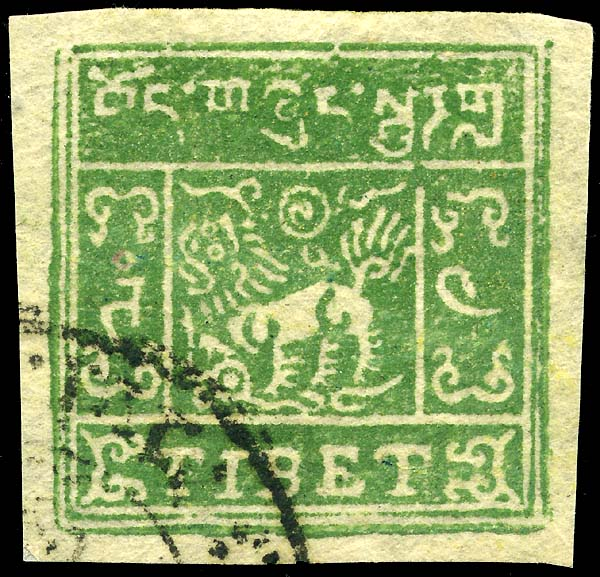
切手(1934年)

ダライラマ13世の治世は1933年まで続いた。

### ダライラマ13世の死後
1912年にAmbanをチベットから追放してから、チベット-中国間の交渉は英国が仲裁する場合のみに行われた。しかし、直接交渉はダライラマ13世の死後である1934年以降に復活し、ラマの死に際して中国は黄(Huang Musong)率いる「弔意使節」をラサに贈った。
ダライラマ13世の死後すぐ、いくつかの報告に応じて、噶廈はチベットが自らの政治情勢を管理できたならば、チベットは名目上中国の一部のままだったという1914年の立場を再び主張した。 1912年以降チベットは中国の制御から事実上独立していた。しかし、チベットの内部の政治事情に触れられない状況で残されており、中国がカムやアムドのチベット人に対しての支配を放棄したならば、他の場合、中国の一部としての名目上の下位の状態を認められてもかまわないということを暗示していた。中国はチベット統治が断絶しなかったという主張を支持して、国民議会と国会の両議会にずっとチベット人議員の名前が保存されていることが公式記録は表していると主張している。
中国はラサへの事務所設立を許可し、理藩院から職員を置き、この委員会のチベット事務理事だった呉忠信に率いらせた。中国の主張によるとこれは行政体だったとしている。しかしチベット人はチベットは中国の一部と言う中国の提案を拒絶し、今度は揚子江東岸の領域の返還を要求したと主張している。ラサへの中国事務所の設立の反応として、英国も同様の許可を得て事務所を置いた。

## ダライラマ14世期

### ダライラマの継承

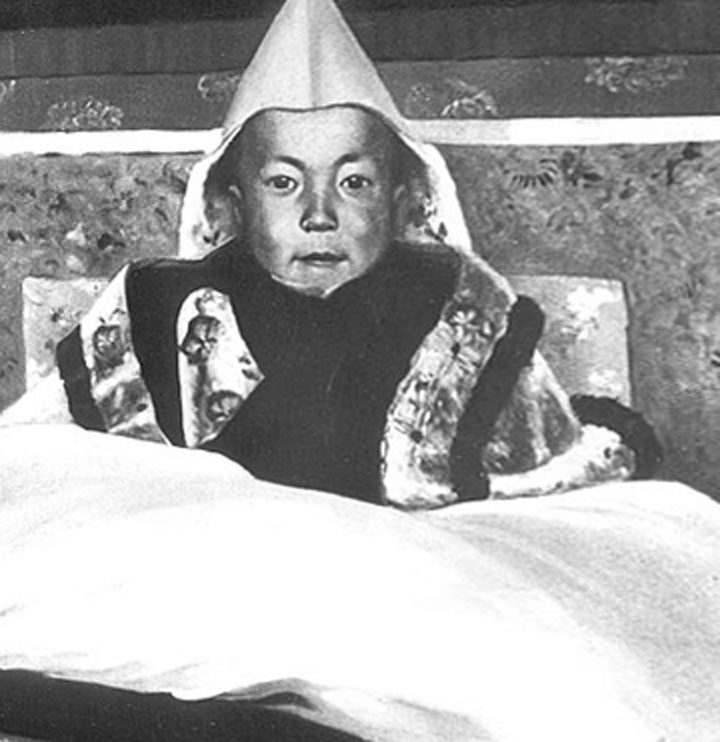
ダライラマ14世テンジン・ギャツォ

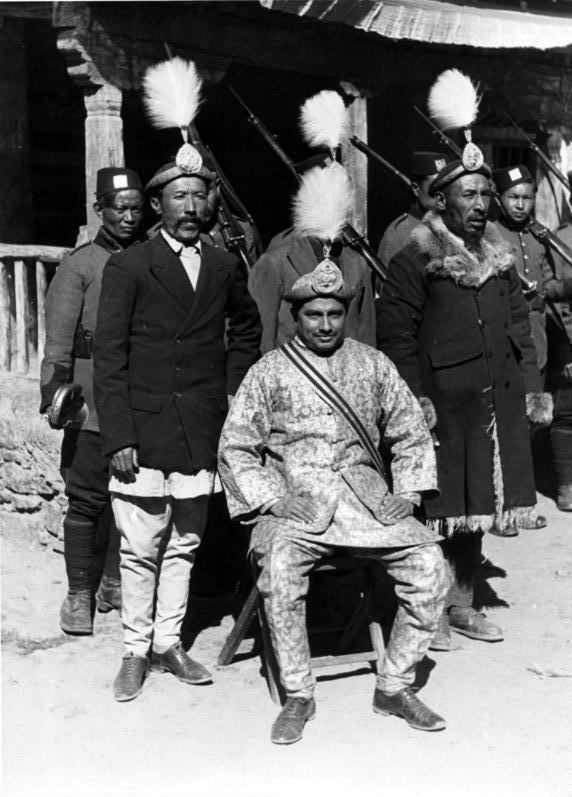
秘書と一緒に撮影されたネパールの使節ビスタ少佐。1938年ラサ。

1935年、ダライラマ14世テンジン・ギャツォは東チベットのアムドで生まれ、先代の転生者と認められた。彼は1937年にラサに連れられ、1939年に公式式典が行われた。中国は国民党政府がダライラマ14世を認定し、国民党の代表者呉忠信が式典を統括したと主張している。1940年2月の認定命令と式典の記録映画がまだ存在している。ツェリン・シャキャは呉忠信は他国の代表と同じく式典に参加していた、しかし、彼が取り仕切ったと言う証拠は全くないとしている。

### チベットへの訪問者
1944年、第二次世界大戦中、二人のオーストリア人登山家、ハインリヒ・ハラーとペーター・アウフシュナイターはラサを訪れ、ヒラーは若きダライラマの家庭教師になり友人となった。1959年にチベットを追い出されるまで、ハラーはダライラマに家庭教師として彼の知っている西洋文化の知識と現代科学の知識を教えた。
フランスの医者で1947年の多くをチベットで旅行したアンドレ・ミゴットは中国とチベットの間の理解しがたい境界の取り決めとなぜそうなったかが書かれている。
英国とチベットの間の条約によって彼らの利益にされたダメージを相殺するために、中国は彼らの直接支配の領域を西方へ伸ばし始め、バタンの周りに植民を始めた。チベット人は力強く反応した。中国人の長官は彼のカムドでのやり方から殺され、バタン近くでの行動の後、彼の軍は押されて逃走した。いくらかの伝道師は殺され、中国人の命運が低く減退したとき、Chao Yu-fongと呼ばれた特別委員 （趙爾豊？）が舞台に現れた。

彼はバタンを荒らしつくし、凶暴な行為から彼は「僧の屠殺屋」のあだ名でよばれた。ラマ寺院を略奪しながらチャムドに進み、一連の戦役での勝利で、軍をラサの入り口にまでもって行った。序列を再度立て直し、中国のチベットへの支配を再び主張した。1909年、彼はバタンを首都として36の郡から成る分かれた県に設立される西康省の知事に推薦された。しかし、この計画は遅々として行われず、形勢が変わり、1911年の中国革命が趙の経歴に終わりを運んできた。彼はその後まもなく同胞に殺された。
中華民国の初期の問題点は多くの部族の指導者の反乱、かなりの調子の中国人とチベット人の戦闘、多くの奇妙な惨劇、喜劇などの出来事、もちろん宗教が原因となったこれらの争いなどに見える。1914年には英国、中国、チベットは平和を回復するために協議会のテーブルで会談したが、中国-チベットの国境の基本的な論点での合意到達への失敗の後、この会議は破綻した。これは1918年から、揚子江上流の流れをたどると実際上の効果に認識された。これらの時期、中国人はチベット再征服に悩むには多すぎるほど他のことに夢中になっていた。しかしながら、自体は徐々に沈静化し、1927年に西康省は生み出された。しかし、この構想を抱いた男の思い描いた36の郡の代わりに27の郡を含むのみだった。中国は10年の内に屠殺屋の進攻した全ての領域を失った。

それから西康は関係が良好であった、しかしこの地域の短い概要は閉ざされたこの国の情勢がどれほど不安定かの理解を簡単にする。中国の支配は名目上より小さいものだった。私は時にその無効を直接経験した。この種の地域を統治するために、十分な駅が無く、多くの日の旅行から村は互いに分散して孤立しており、いくつかの印象的でない役所と2~3のみすぼらしい兵士がいる。チベット人は完全に中国人の管理を完全に無視して、自らの上司にだけ従っていた。非常に純然たる事実の一つは西康における中国人の統治者の本当の状態である。この地域のものは誰も中国の通貨を受け入れない。中国の役人たちは彼らの通貨では何かを買うことが不可能であり、これは物々交換の方法で暮らすことを強制している。—アンドレ・ミゴット、チベット人の行進
また
一度あなたが（康定県の）北門の外に出たら、あなたは中国民衆とその文化的設備に別れを告げて、まるで違った種類の生活を送り始める。紙の上では中国人の省である西康と青海の一部が町の北の広い領域であるとはいえ、中国とチベットの間の本当の境界地域が康定を通って、あるいはちょうどその外を走っている。事実よりも名声に関わっている中国の地図製作者たちが、彼らの地図に描く経験的な線は事実と無関係に生まれている。
とも書いている。

### チベットの外交関係

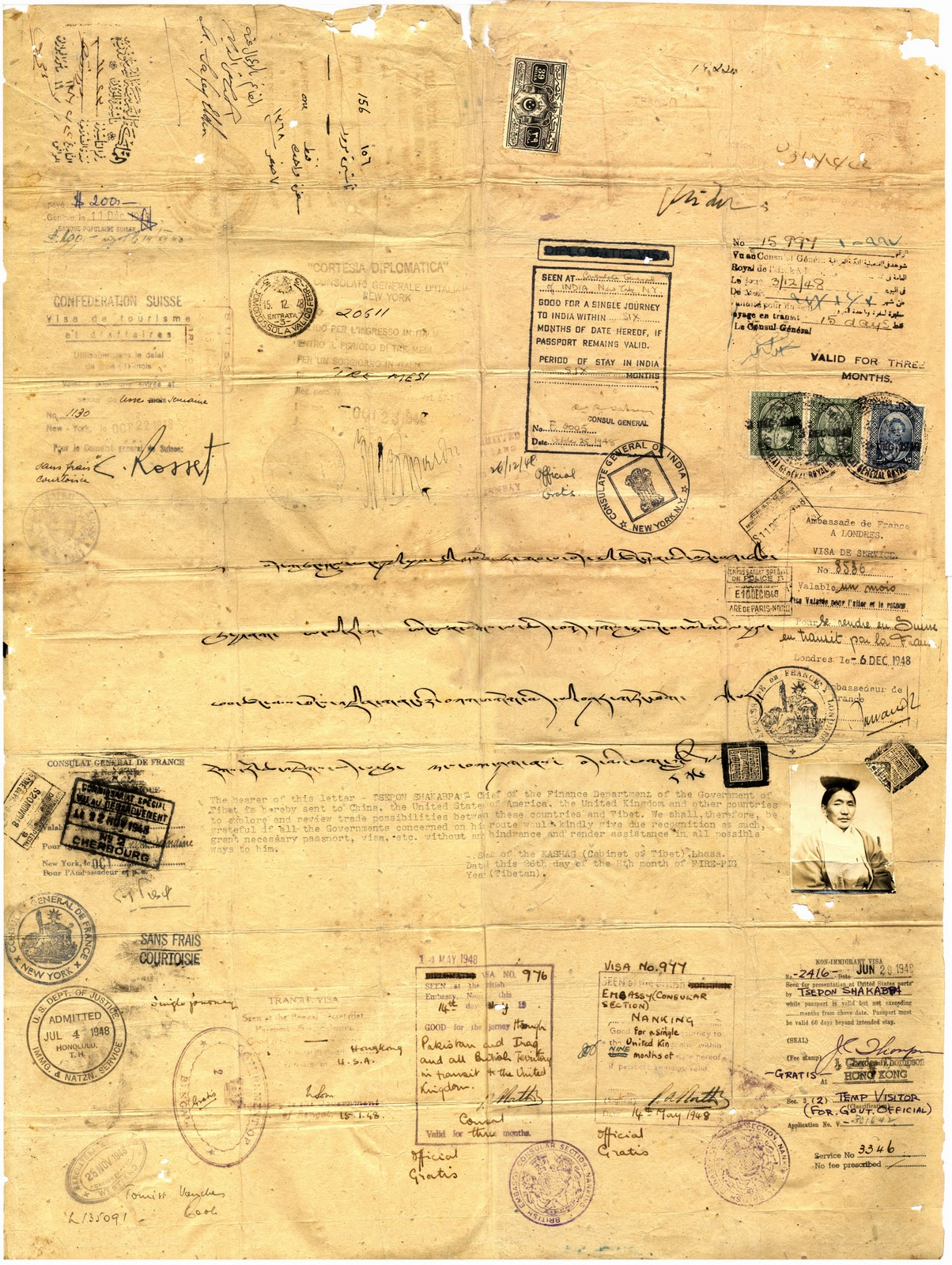
チベットのパスポート

1942年、チベットは外務省を設立し、1946年には第二次世界大戦終結関連の祝賀使節を中国とインドに送っている。中国への使節は国民政府主席だった蔣介石宛ての手紙を与えられており、これには「我々は権威ある宗教的の政治統治を通した連続的なダライラマによる国家統治のようにチベットの独立を守り続けたい」と表されていた。この使節団は南京で行われた制憲国民大会にオブザーバーとして参加することを許可された。一方、1942年、アメリカ政府は蔣介石政府に中国のチベットへの主張に異議を唱えたことは無いと語った。チベットは日本に同情的な姿勢を貫き、連合国による中国への武器輸送を拒み中立を保った。
1947年、チベット政府は代表派遣団をインド、デリーで行われたアジア会議に送り、ここで自身を独立国家と表し、インドは1947年から1954年にかけてチベットを独立国家と認識したとされる。また、この会議にはチベット旗が持ち込まれたが、これは公的集会におけるチベット旗の最初の出現だった。
1947年から49年にかけて、ラサはツェポン(Tsepon、蔵相)であるW．D．シャカッパ(W.D. Shakabpa)率いる「通商使節団」をインド、香港、南京、アメリカ、英国へと送った。訪問された国はチベットは中国から独立しているという主張への支援を表現しないように気を配り、この使節と政治的問題を協議しなかった。通商使節団の役人はインドの中国領事館で適用され、新しく支給された中国のパスポートを使い香港経由で中国に入り、3ヶ月間中国に滞在した。一方、他の国は使節団がチベット政府によって支給されたパスポートで旅行することを許した。米国は非公式に通商使節団を受け入れた。使節団は1948年、英国首相クレメント・アトリーにも会った。

## 当時の習俗
チベットでは多くが遊牧を行っており、あまり農地は多くなかった。僧が荘園を持っていたことなどからチベットを農奴制とする向きもある一方、学者はこの時代のチベットの社会経済を「封建農奴制」として特徴付けることの妥当性を議論している。
また、僧が非常に多く、国民の多くは熱心なチベット仏教の信者であった。ハインリヒ・ハラーの著書である「チベットの七年」によると、車輪を使う習慣はあまり無いが、マニ車は何処にでも見られたとされる。また、堤防を建設する際に蟻を一匹見つけるたびに大騒ぎになるチベット人の習俗も書かれている。これらはチベット仏教の民間への普及を表している。
しかし、同じ頃チベットを訪れた河口慧海によれば、当時のチベットでは非常に残虐な拷問が行われており、また死刑方法も非常に残虐なものであったという。

## 人民解放軍のチベット侵攻とその後

### 共産党支配
1949年、共産党が中国の支配を握るとチベット政府は国民党と共産党の双方から非難される中、中国政府とつながりのある全ての中国人を国外追放した。10月に力を握った毛沢東率いる中国共産党政府はすかさず1月には新しい中国のチベットでの駐留を主張した。1950年6月、英国政府は庶民院で「中国のチベットに対する宗主権を認める準備は出来ている、しかしチベットは自治権を尊重されていることだけは理解してほしい」と表明した。1950年10月人民解放軍はチベットのカムドに進攻し、チベット軍の散発的な抵抗を破った。(チベット侵攻)

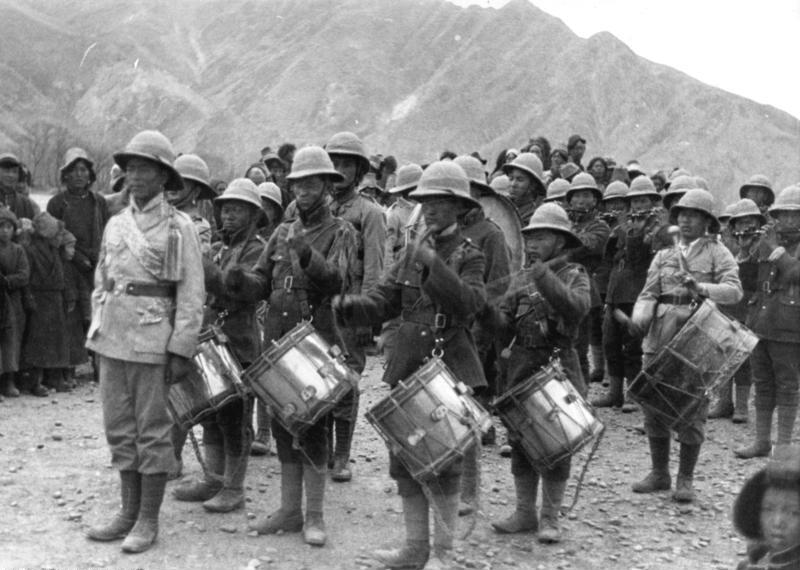
チベット軍 (1938)

1951年、ンガプー・ンガワン・ジクメに率いられるチベット当局代表はダライラマの許可を得て、中国政府との北京での交渉に参加した。結果的に十七か条協定が結ばれ、チベットを覆う中国の主権が明言された。この合意は数ヵ月後、ラサで批准された。この後、チベット政府は自治の枠組みを保とうと努力を続けた。

### 反乱と亡命
人民解放軍がチベットに駐留したことでチベットは中華人民共和国の支配下に入ることになり、中国の自治区となった。中国政府は宗教を排撃し、遊牧地であった土地を取り上げ、漢族の大量入植を進めた。このため、チベット人との軋轢が高まり、チベット人は反乱を起こした。ゴンボ・タシは東チベット人を中心とした反乱部隊チュシ・ガンドゥクを結成しチベットは動乱状態になった。(カム反乱)その中で生命の危機を感じたダライラマは1959年に西蔵を脱出し、インドへと逃れチベット亡命政府を立てることになった。

## 行政機構

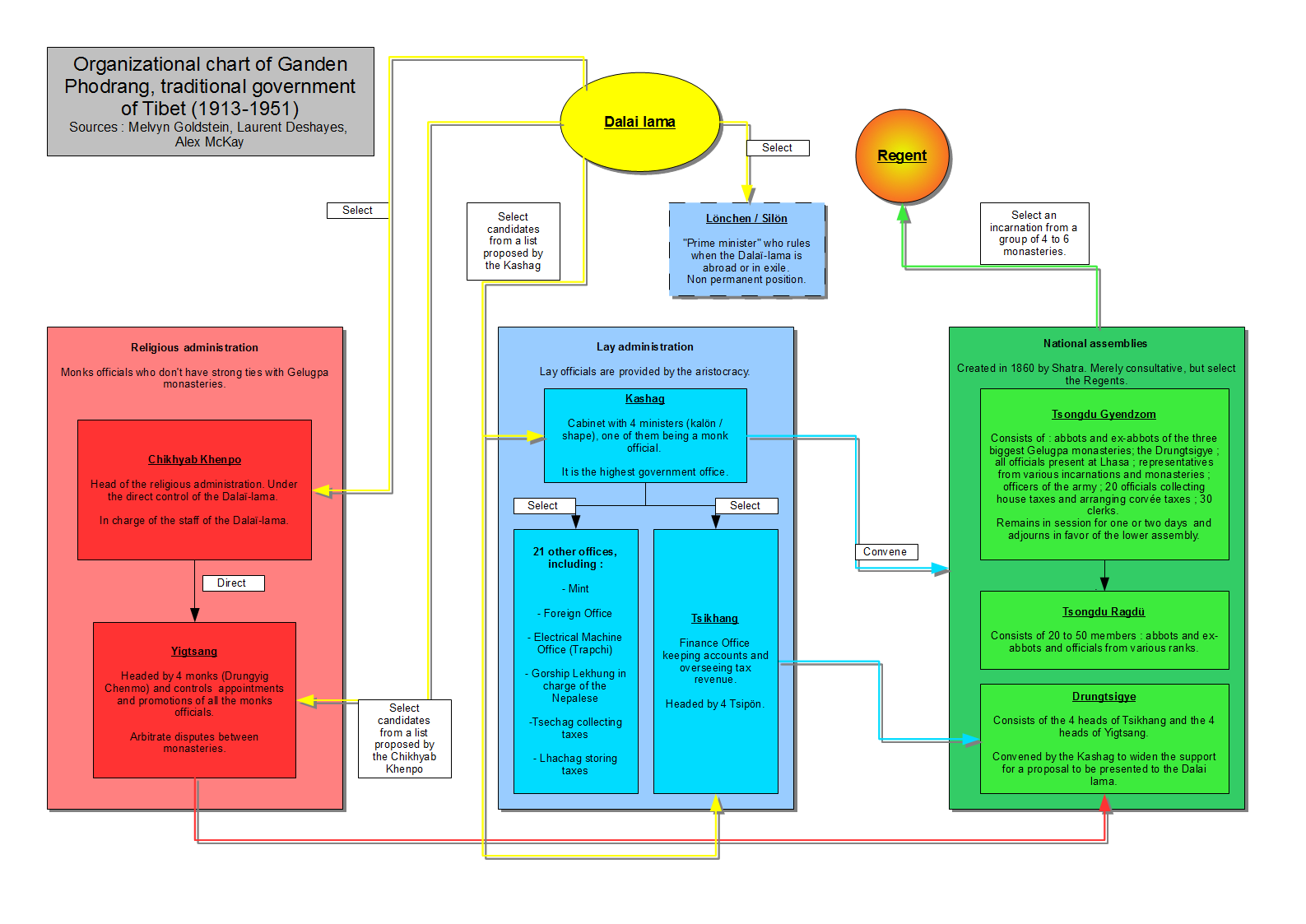
チベットの行政機構

行政においてはダライラマが内閣(kashag)によって提案されたリストから候補を選択し、4人の大臣からなる内閣の閣僚を選択していた。また、行政においては首相の指名権もダライラマが持っていた。内閣は国民会議を召集できた。
宗教的な部分では宗教長官(Chikhyab Khenpo)を選び、宗教長官とダライラマが指名した宗務官による宗務局(Yigtsang)が宗教管理を行っていた。

## 註
1. ↑  ガリ地方、ウー・ツァン地方、カム地方の西部など。
2. ↑  清朝は青海地方および甘粛省の鞏昌府、四川省の松潘庁・雑谷庁・懋功庁などに区分)
3. ↑  清朝は四川省の雅州府・寧遠府、雲南省の麗江府などに区分。カム地方の西部はガンデンポタンのドメー・チキャプの管轄。
4. ↑  Goldstein 1997, p. 28
5. 1 2 3  "Proclamation Issued by His Holiness the Dalai Lama XIII (1913)"
6. 1 2 3  Shakya 1999, pg. 5
7. ↑  Goldstein 1997, p. 31
8. 1 2  Udo B. Barkmann, Geschichte der Mongolei, Bonn 1999, p380ff
9. ↑  Grunfeld 1996, pg. 65.
10. ↑  Bell 1924, pp. 150-151
11. ↑  "Convention Between Great Britain, China, and Tibet, Simla (1914)"
12. ↑  Article 2 of the Simla Convention
13. ↑  Appendix of the Simla Convention
14. ↑  Goldstein 1989, p. 75
15. ↑  Goldstein, 1989, p80
16. ↑  "Convention Between Great Britain and Russia (1907)"
17. ↑  Lin, Hsiao-Ting, "Boundary, sovereignty, and imagination: Reconsidering the frontier disputes between British India and Republican China, 1914-47"[リンク切れ], The Journal of Imperial & Commonwealth History, September 2004, 32, (3).
18. ↑  Free Tibet Campaign, "Tibet Facts No.17: British Relations with Tibet".
19. ↑  Lamb 1966, p. 580
20. ↑  Lamb, 1966, p. 529
21. ↑  “Republic of China (1912-1949)”. China's Tibet: Facts & Figures 2002. 2006年4月17日閲覧。
22. ↑  Chambers's Encyclopaedia, Volume XIII, Pergamaon Press, 1967, p. 638
23. ↑  Reports by F.W. Williamson, British political officer in Sikkim, India Office Record, L/PS/12/4175, dated 20 January 1935
24. ↑  Goldstein, 1989, p. 241
25. 1 2 3  Tibet during the Republic of China (1912-1949) Archived 2009年9月4日, at WebCite
26. 1 2  Shakya 1999, p. 6
27. 1 2  Shakya 1999, pp. 6-7
28. ↑  Migot, André (1955). Tibetan Marches, pp. 91–92. E. P. Dutton & Company, Inc., New York.
29. ↑  Tibetan Marches. André Migot. Translated from the French by Peter Fleming, p. 101. (1955). E. P. Dutton & Co. Inc. New York.
30. ↑  Smith, Daniel, "Self-Determination in Tibet: The Politics of Remedies".
31. ↑  Testimony by Kent M. Wiedemann, Deputy Assistant Secretary of State for East Asian and Pacific Affairs before Subcommitte on East Asian and Pacific Affairs, Senate Foreign Relations Committee (online version), 1995
32. ↑  テンジン・テトンチベット亡命政府主席大臣 (1995年5月30日). “［特別インタビュー②］チベット 日本は世界にもっと発言を”.  日本会議. 2010年6月14日閲覧。
33. ↑  “India Should Revisit its Tibet Policy”. Institute for Defense Studies and Analysis. 2008年4月21日時点のオリジナルよりアーカイブ。2009年1月5日閲覧。
34. ↑  “CTA's Response to Chinese Government Allegations: Part Four”. Website of Central Tibetan Administration. 2009年1月5日閲覧。
35. ↑  Goldstein, 1989, p578, p592, p604
36. ↑  Farrington, Anthony, "Britain, China, and Tibet, 1904-1950".
37. ↑  “出典”.   青空文庫. 2021年12月4日閲覧。
38. ↑  Shakya 1999, pp. 7-8
39. ↑  TIBET (AUTONOMY) HC Deb 21 June 1950 vol 476 c1267
40. ↑  Goldstein 2007, p96
41. ↑   Goldstein 1989, pp. 812-813